# کینگتون مگنا
کینگتون مگنا (به انگلیسی: Kington Magna) یک روستا و محله مدنی در بریتانیا است که در North Dorset واقع شده‌است. کینگتون مگنا ۳۸۹ نفر جمعیت دارد.